# Rain (Lucerna)
Rain es una comuna suiza del cantón de Lucerna, situada en el distrito de Hochdorf. Limita al norte con la comuna de Römerswil, al noreste con Hochdorf, al este con Eschenbach, al sur con Rothenburg, y al oeste con Neuenkirch y Hildisrieden.

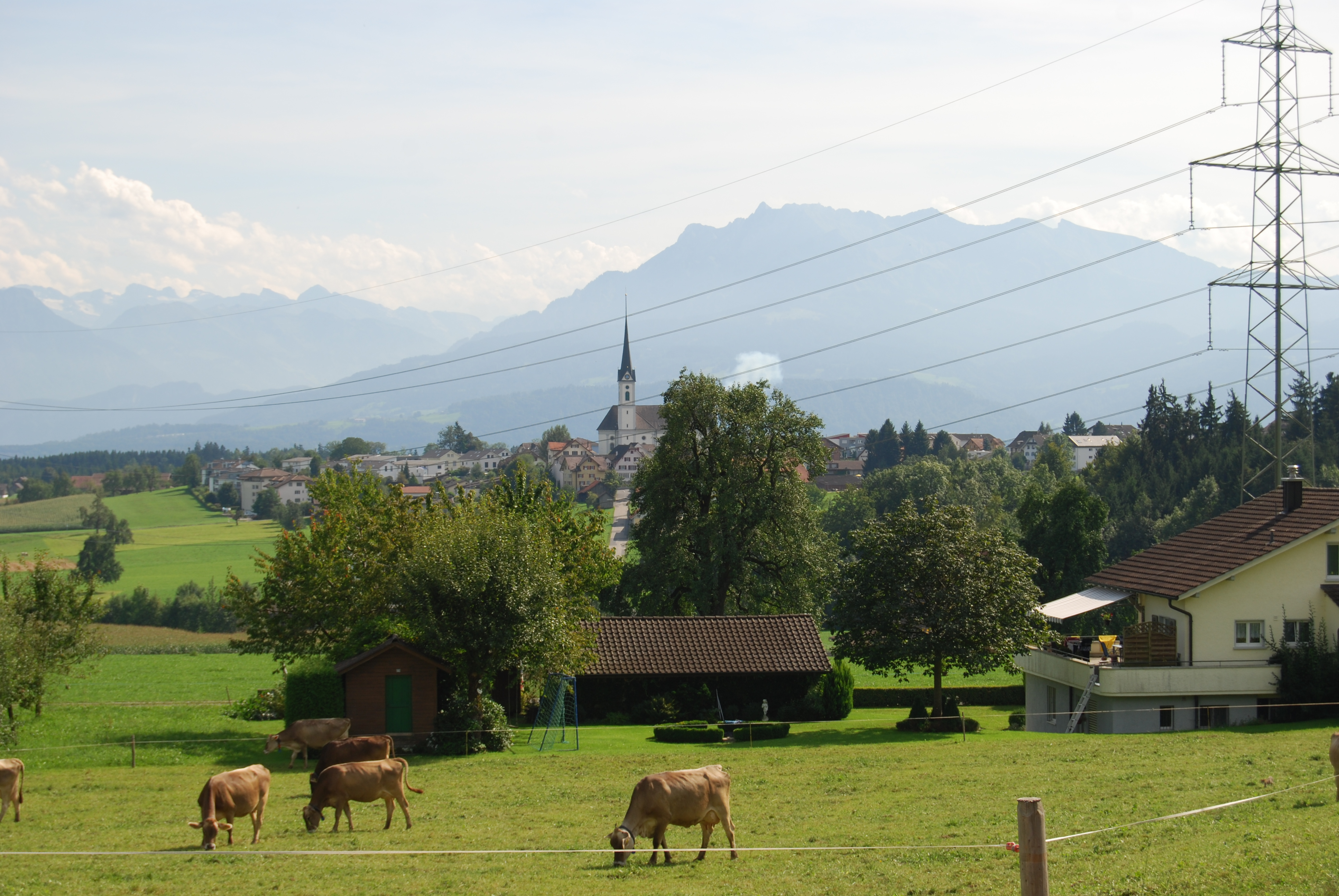
Rain